# Nacht van de Atletiek 2012
De Nacht van de Atletiek 2012 was een atletiektoernooi dat op 7 juli 2012 plaatsvond. Deze wedstrijd werd gehouden in het Stadion De Veen in Heusden.

## Uitslagen

### Hoofdprogramma

#### Mannen

##### 200 m
| rang   | atleet       | land | prestatie (tijd) |
| ------ | ------------ | ---- | ---------------- |
| Goud   | Deji Tobais  | GBR  | 20,61 s PB       |
| Zilver | Kind Butler  | USA  | 20,74 s          |
| Brons  | Thuso Mpuang | RSA  | 20,98 s          |

##### 400 m
Serie A
| rang   | atleet          | land | prestatie (tijd) |
| ------ | --------------- | ---- | ---------------- |
| Goud   | Jonathan Borlée | BEL  | 44,91 s          |
| Zilver | Manteo Mitchell | USA  | 45,75 s          |
| Brons  | Joel Milburn    | AUS  | 46,16 s          |

Serie B
| rang   | atleet         | land | prestatie (tijd) |
| ------ | -------------- | ---- | ---------------- |
| Goud   | Tim Rummens    | BEL  | 46,93 s PB       |
| Zilver | Stef Vanhaeren | BEL  | 47,05 s          |
| Brons  | Seppe Thijs    | BEL  | 47,51 s          |

##### 800 m
| rang   | atleet                    | land | prestatie (tijd) |
| ------ | ------------------------- | ---- | ---------------- |
| Goud   | Abraha Rotich Kipchirchir | KEN  | 1.43,15 PB MR    |
| Zilver | Evans Kipkorir            | KEN  | 1.45,91 PB       |
| Brons  | Nick Willis               | NZL  | 1.46,18          |

##### 1500 m
Serie A
| rang   | atleet         | land | prestatie (tijd) |
| ------ | -------------- | ---- | ---------------- |
| Goud   | Linus Kiplagat | KEN  | 3.36,60 PB       |
| Zilver | Garrett Heath  | USA  | 3.36,65          |
| Brons  | Vincent Mutai  | KEN  | 3.36,82          |

Serie B
| rang   | atleet            | land | prestatie (tijd) |
| ------ | ----------------- | ---- | ---------------- |
| Goud   | Ryan Hill         | USA  | 3.38,36 PB       |
| Zilver | Juan Luis Barrios | MEX  | 3.38,56          |
| Brons  | Ali Hamdi         | BEL  | 3.40,59 PB       |

##### 5000 m
Serie A
| rang   | atleet              | land | prestatie (tijd) |
| ------ | ------------------- | ---- | ---------------- |
| Goud   | Albert Rop          | KEN  | 13.01,91 PB      |
| Zilver | Moukheld Al-Outaibi | KSA  | 13.02,69         |
| Brons  | Kenneth Kipkemoi    | KEN  | 13.03,37 PB      |

Serie B
| rang   | atleet          | land | prestatie (tijd) |
| ------ | --------------- | ---- | ---------------- |
| Goud   | Dejene Regassa  | BRN  | 13.21,59 PB      |
| Zilver | Alemu Bekele    | BRN  | 13.21,78 PB      |
| Brons  | Daisuke Shimizu | JPN  | 13.25,54 PB      |

##### 110 m horden
| rang   | atleet                   | land | prestatie (tijd) |
| ------ | ------------------------ | ---- | ---------------- |
| Goud   | Adrien Deghelt           | BEL  | 13,50 s PB       |
| Zilver | Abdulaziz Al Mandeel     | KUW  | 13,63 s          |
| Brons  | Dahesh Fawaz Al-Shammari | KUW  | 13,75 s          |

##### Polsstokhoogspringen
| rang   | atleet          | land | prestatie (hoogte) |
| ------ | --------------- | ---- | ------------------ |
| Goud   | Alhaji Jeng     | SWE  | 5,72 m             |
| Zilver | Eemeli Salomäki | FIN  | 5,40 m             |
| Brons  | Max Eaves       | GBR  | 5,30 m             |

##### Discuswerpen
| rang   | atleet            | land | prestatie (afstand) |
| ------ | ----------------- | ---- | ------------------- |
| Goud   | Loy Martinez      | CUB  | 61,41 m             |
| Zilver | Daniel Jasinski   | GER  | 60,72 m             |
| Brons  | Mykyta Nesterenko | UKR  | 60,72 m             |

#### Vrouwen

##### 200 m
| rang   | atleet        | land | prestatie (tijd) |
| ------ | ------------- | ---- | ---------------- |
| Goud   | Olivia Borlée | BEL  | 23,35 s          |
| Zilver | Hanne Claes   | BEL  | 23,36 s          |
| Brons  | Muna Lee      | USA  | 23,37 s          |

##### 400 m
| rang   | atleet         | land | prestatie (tijd) |
| ------ | -------------- | ---- | ---------------- |
| Goud   | Shana Cox      | GBR  | 52,46 s          |
| Zilver | Marilyn Okoro  | GBR  | 52,67 s          |
| Brons  | Nicola Sanders | GBR  | 52,69 s          |

##### 800 m
| rang   | atleet        | land | prestatie (tijd) |
| ------ | ------------- | ---- | ---------------- |
| Goud   | Pamela Jelimo | KEN  | 1.56,76 WL       |
| Zilver | Angela Smit   | NZL  | 2.00,67s PB      |
| Brons  | Tamsyn Manou  | AUS  | 2. 01,57         |

##### 100 m horden
| rang   | atleet        | land | prestatie (tijd) |
| ------ | ------------- | ---- | ---------------- |
| Goud   | Anne Zagré    | BEL  | 12,92 s          |
| Zilver | Eline Berings | BEL  | 12,95 s          |
| Brons  | Cindy Billaud | FRA  | 12,98 s          |

##### 400 m horden
| rang   | atleet               | land | prestatie (tijd) |
| ------ | -------------------- | ---- | ---------------- |
| Goud   | Perri Shakes-Drayton | GBR  | 55,58 s          |
| Zilver | Élodie Ouédraogo     | BEL  | 55,99 s          |
| Brons  | Latosha Wallace      | USA  | 56,73 s          |

##### Hoogspringen
| rang   | atleet               | land | prestatie (hoogte) |
| ------ | -------------------- | ---- | ------------------ |
| Goud   | Tia Hellebaut        | BEL  | 1,94 m             |
| Zilver | Mirela Demireva      | BUL  | 1,91 m             |
| Brons  | Tatyana Mnatsakanova | RUS  | 1,91 m             |

##### Speerwerpen
| rang   | atleet          | land | prestatie (astand) |
| ------ | --------------- | ---- | ------------------ |
| Goud   | Kim Mickle      | AUS  | 60,77 m            |
| Zilver | Nora Bicet      | ESP  | 58,15 m            |
| Brons  | S/Phora Bissoly | FRA  | 53,24 m            |

##### Hink-stap-springen
| rang   | atleet              | land | prestatie (afstand) |
| ------ | ------------------- | ---- | ------------------- |
| Goud   | Svetlana Bolshakova | BEL  | 14,23 m MR          |
| Zilver | Anna Knyazheva      | UKR  | 14,15 m             |
| Brons  | Dana Veldakova      | SVK  | 14,09 m             |

## Legenda
- AR = Werelddeelrecord (Area Record)
- MR = Evenementsrecord (Meeting Record)
- SB = Beste persoonlijke seizoensprestatie (Seasonal Best)
- PB = Persoonlijk record (Personal Best)
- NR = Nationaal record (National Record)
- ER = Europees record (European Record)
- WL = 's Werelds beste seizoensprestatie (World Leading)
- WJ = Wereld juniorenrecord (World Junior Record)
- WR = Wereldrecord (World Record)

2009 ·
2010 ·
2011 ·
2012 ·
2013
]